# Робертс, Джейсон
Джейсон Андре Дэвис Робертс (англ. Jason Andre Davis Roberts; 25 января 1978) — гренадский футболист английского происхождения, нападающий. С 2017 года — директор КОНКАКАФ по развитию.

## Биография
Робертс родился в районе Park Royal Лондона и начал играть в футбол в раннем возрасте, проводя время в юношеских академиях при нескольких футбольных клубах, но в состав не был зачислен. После короткого пребывания в клубе Хейз, не входящем в футбольную лигу, в 1997 году Робертс вошёл в состав «Вулверхэмптон Уондерерс». Его первое выступление в этом клубе провалилось и далее он числился в составах «Торки Юнайтед» и «Бристоль Сити», пока в 1998 году не подписал контракт с «Бристоль Роверс». Он быстро зарекомендовал себя в первой же команде, забив в этом клубе 38 голов за два сезона.
После неудачи в продвижении в клубе, Робертс подал заявку на переход в другой и в июле 2000 был переведён в «Вест Бромвич Альбион». Его голы помогли команде выиграть в плей-офф чемпионате первой лиги в его первом сезоне за этот клуб. И после этого «Вест Бромвич Альбион» заслужил выдвижение на следующий сезон в чемпионате премьер-лиги. В сезоне игр за премьер-лигу в этом клубе Робертс забил три мяча, клуб был вытеснен назад в первый дивизион. В начале сезона 2003/04 Робертс был передан в аренду клубу «Портсмут», а затем в январе 2004 года передан в «Уиган Атлетик». В сезоне 2004/05 в играх за этот клуб Робертс забил 21 мяч и в конце сезона заслужил звание игрока года. Его голы помогли клубу остаться и в премьер-лиге и подтвердить свой статус в ней, а также попасть команде в финал Кубка Футбольной лиги 2006 на стадионе «Милленинум», первый крупный финальный матч клуба.
Не сумев договориться о новом контракте с клубом, в 2006 году Робертс перешёл в «Блэкберн Роверс», где первое время он играл в Европейский футбол. В «Блэкберне» он изо всех сил пытался поддерживать первое место команды, много раз выходя на поле в качестве замены. В 2007 году он основал фонд Джейсона Робертса и в 2009 году за служение спорту был награждён Орденом Британской империи. В 2011 году он стал работать ведущим программы 606 на радиостанции BBC Radio 5 Live. 26 января 2012 года он подписал 18-месячный контракт с клубом «Рединг».